# Зафирлукаст
Зафирлукаст — антагонист лейкотриеновых рецепторов (LTRA) для поддержания лечения астмы, часто используются в сочетании с ингаляционными стероидами и/или длительно действующими бронходилататорами. Лекарство доступно в виде таблеток принимаемых два раза в день. Другими антагонистами лейкотриеновых рецепторов являются монтелукаст (Сингуляр), принимаемый один раз в день и Zyflo, используемый в лечении астмы посредством ингибирования 5-липоксигеназы, который принимается четыре раза в день.
Зафирлукаст блокирует действие цистеиновых лейкотриенов на рецепторы cyslt1, тем самым уменьшая сужение дыхательных путях, скопление слизи в легких и воспаления в дыхательные путях.
Зафирлукаст продается компанией AstraZeneca с фирменными наименованиями Аколат (Accolate, Accoleit, и Vanticon). Первый LTRA допущенный к продаже в США. В настоящее время одобрен в более чем 60 странах, включая Великобританию, Японию, Тайвань, Италию, Испанию, Канаду, Бразилию, Китай и Турцию.
Превращает белый жир в бурый.
Актуальный статус: В октябре 2012 года государственная регистрация препарата Аколат в России была отменена по заявлению производителя, на 2022 год препарат в РФ не поставляется, аналоги-дженерики другими компаниями не производятся.

## Фармакокинетика
Пиковая концентрация в плазме здоровых людей принимавших 40 мг зафирлукаста составляла 607 мкг/л через 4 часа. Период полураспада составлял от 12 до 20 часов. В другом исследовании однократная доза составляла 20 мг, пиковая концентрация достигалась за 3 часа и составляла 364 мкг/л.

## Меры предосторожности
У некоторых пациентов принимавших зафирлукаст в редких случаях наблюдается появление эозинофилии, васкулитической сыпи, ухудшение легочных симптомов, кардиологические осложнения и/или невропатия, эозинофильный гранулёматоз с полиангиитом, системный эозинофильный васкулит. Однако причинно-следственная связь с зафирлукастом не установлена.

## Приложения
1. ↑  Ученые обнаружили естественный метаболит, превращающий белый жир в бурый. Дата обращения: 18 октября 2022. Архивировано 18 октября 2022 года.
2. ↑  Аколат отмена. Дата обращения: 13 апреля 2022. Архивировано 30 ноября 2020 года.